# تیرا میسو
تیرا میسو (انگلیسی: Tyra Misoux؛ زاده ۳ ژانویهٔ ۱۹۸۳) یک بازیگر پورنوگرافی اهل آلمان است.